# Achille Bortolotti
Achille Bortolotti (Sarnico, 20 dicembre 1919 – Sarnico, 8 dicembre 1992) è stato un imprenditore e dirigente sportivo italiano.
Imprenditore legato al settore petrolifero, venne introdotto nella società Atalanta da Luigi Tentorio nella stagione 1966-1967, ricoprendo inizialmente ruoli secondari in ambito dirigenziale, ma garantendo da subito un contributo economico alla società nell'ambito della sua trasformazione in una società per azioni. Nella stagione 1969-1970 acquista le azioni del presidente uscente Attilio Vicentini diventando azionista di maggioranza, affidando poi la presidenza a Mino Baracchi. Nel dicembre del 1969 assume la presidenza, diventando il padre-padrone dell'Atalanta. Nel novembre 1974, in seguito ad una contestazione di tifosi, cede momentaneamente la presidenza a Enzo Sensi, per poi riprendersela al termine della stagione.
Acquistò terreni presso Zingonia dove fece costruire un centro sportivo, intitolato al fratello Piero, dove far allenare la prima squadra ed i ragazzi del settore giovanile. Di carattere deciso ed autoritario, ma anche ricco di umanità,  al termine della stagione 1979-1980 cedette la presidenza al figlio Cesare.
La sua presidenza durò dieci anni, durante i quali la squadra ottenne due promozioni ed altrettante retrocessioni, disputando sei campionati di serie B e quattro di serie A.
Riprese le redini della società nel giugno del 1990 in seguito alla tragica morte del figlio Cesare, per poi cedere cinque mesi più tardi la quota societaria e la presidenza ad Antonio Percassi, mantenendo comunque la carica di presidente onorario fino alla morte, avvenuta nel 1992 all'età di 72 anni.
La società Atalanta tuttora lo ricorda con un trofeo organizzato con cadenza annuale (in cui si onora anche la memoria del figlio Cesare), nel quale la squadra bergamasca affronta alcune delle principali squadre sia europee sia sudamericane: tra le partecipanti figurano Vasco da Gama, Peñarol Montevideo, Udinese, San Paolo, Grêmio, Juventus, Olympique Marsiglia, Milan, Real Sociedad, IFK Göteborg, Borussia Dortmund, Hull City, Siviglia, Braga, Queens Park Rangers e LOSC Lille. Alla sua memoria, ed a quella del figlio Cesare, è intitolato il Centro sportivo Achille e Cesare Bortolotti, centro sportivo da lui fondato ed attuale quartier generale dell'Atalanta e del relativo settore giovanile.
Nel settembre del 2007 il consiglio comunale della città di Bergamo bocciò la proposta di intitolare il locale stadio "Atleti Azzurri d'Italia" ad Achille e Cesare Bortolotti. I tifosi, in disaccordo con la decisione politica, decisero di intitolare comunque la struttura ai due presidenti, seppur in modo informale, affiggendo una targa all'ingresso della tribuna centrale.